# March Höld
March Höld (* 1976 in Eisenstadt) ist eine österreichische Schriftstellerin.

## Leben und Werk
Höld studierte Vergleichende Literaturwissenschaft und Deutsche Philologie in Wien und bis 2009 literarisches Schreiben am Deutschen Literaturinstitut Leipzig. 2005 wurde ihr Text „Frau. Mann. See“ als Hörspiel produziert (Produktion: ORF 2005 / Regie: Renate Pittroff);  2006 erreichte Höld die Endrunde beim freien Hörspielpreis der ARD „Premiere im Netz“. Mit ihrem Theaterstück „Träumt?“ nahm Höld 2007 am Dramatikerworkshop des Berliner Theatertreffens teil. Die Hörspielvertonung von „Träumt?“ erfolgte 2010 (Produktion: Deutschlandradio Kultur/ORF; Regie: Robert Matejka); „Träumt?“ wurde zum Hörspiel des Jahres 2010 nominiert. Beim AutorInnenwettbewerb des Theater Phönix und des Kulturvereins Musentempel trat March Höld als Gewinnerin hervor. Es folgte die Uraufführung ihres Stückes „Das Ende einer Geschichte“ 2010 am Theater Phönix in Linz. Der Standard resümierte: „Viel Applaus für eine gelungene Theaterminiatur im Geiste David Lynchs.“ „Träumt?“ wurde im Dezember 2011 im Wiener Volkstheater uraufgeführt und im Mai 2012 als Gastspiel im Rahmen des Heidelberger Stückemarkts gezeigt. In den Spielzeiten 2012/13 und 2013/14 leitete sie die Schreibwerkstatt „Szene machen!“ am Schauspielhaus Wien.
Des Weiteren publizierte Höld in Zeitschriften und Anthologien wie Die Rampe, DUM, Tippgemeinschaft und macondo.
March Höld lebt und arbeitet in Wien.

## Veröffentlichungen

### Hörspiele
- 2004: Mindfuck – Regie:	Susanne Lindlar (ARD)
- 2005: Frau. Mann. See – Regie:	Renate Pittroff (Ö1)
- 2010: Träumt? – Regie: Robert Matejka (Deutschlandradio Kultur/ORF)

### Theatertexte
- „Treffer, da fliegen die Federn“ für „Bergasse 19, die Couch“, UA: Schauspielhaus Wien 2007
- „Flachlandberge“ für „Tirol hoch 9“, UA: sommer.theater.hall 2009
- „Das Ende einer Geschichte“ UA: Theater Phönix 2010
- „Träumt?“ UA: Wiener Volkstheater 2011
- „Schall und Rauch“ für „Confessions“, UA: Théâtre de la Manufacture 2012[7]
- „Die große Wörterfabrik“, Dramatisierung des gleichnamigen Kinderbuchs von Agnès de Lestrade, UA: Theater StromBomBoli 2013[8]
- „KeinFunkenLand“ gemeinsam mit Reinhold F. Stumpf und Katharina Tiwald, UA: Offenes Haus Oberwart 2014[9]
- „Prozeß gegen die Krim“ in „Mutterland“ gemeinsam mit 8 weiteren Autorinnen, UA: KosmosTheater 2015[10]

## Auszeichnungen
- 2013: DramatikerInnen-Stipendium der Literar-Mechana
- 2011: DramatikerInnen-Stipendium des Bundesministeriums für Unterricht, Kunst und Kultur
- 2010: Nominierung für das „Hörspiel des Jahres 2010“ mit „Träumt?“
- 2010: Gewinnerin des AutorInnenwettbewerbes des Theater Phönix und des Kulturvereins Musentempel
- 2007: Einladung zum Dramatikerworkshop des Berliner Stückemarkts
- 2006: Endrunde ARD-Hörspielpreis „Premiere im Netz“
- 2006: Endrunde fza werkstattpreis
- 2005: 3. Preis BEWAG-Literaturpreis